# Liam Kelly (Politiker)
William Kerry, genannt Liam Kelly, irisch: Liam Ó Ceallaigh (* 29. September 1922 in Dungannon; † 7. Juni 2011 in New York), war ein irischer Politiker.

## Leben
Kelly trat mit 16 Jahren der Irish Republican Army (IRA) bei. In den 1940er Jahren war er in Nordirland ohne Gerichtsverfahren interniert. Im Oktober 1951 wurde Kelly nach einem Kriegsgerichtsverfahren der IRA wegen eigenmächtiger Aktionen ausgeschlossen. Nach dem Ausschluss gründete Kelly Saor Uladh (Freies Ulster), eine paramilitärische, irisch-republikanische Splittergruppe, der sich die Mehrheit der IRA-Mitglieder im Osten der Grafschaft Tyrone und im Süden der Grafschaft Londonderry anschlossen. An Ostern 1952 riegelten Bewaffnete Kellys Heimatort Pomeroy für mehrere Stunden ab; die Aufsehen erregende Aktion endete mit der Verlesung der Proklamation zum Osteraufstand von 1916.
Im Oktober 1953 wurde Kelly für den Wahlkreis Mid Tyrone in das Unterhaus des nordirischen Parlaments gewählt, dem er bis 1958 angehörte. Kelly bestritt die Legitimität des nordirischen Parlaments und nahm seinen Sitz entsprechend der republikanischen Abstention-Politik nie ein. Im Dezember 1953 wurde Kelly wegen Aufruhrs zu einem Jahr Gefängnis verurteilt. Verfahrensgegenstand war eine Wahlkampfrede in Carrickmore, in der sich Kelly zum bewaffneten Kampf bekannte und bezüglich der englischen Königin Elisabeth II. erklärte, dass er keinen Treueeid auf eine ausländische Königin einer „Bastard-Nation“ leisten werde. Während der Gerichtsverhandlung hatte sich Kelly geweigert, eine Geldstrafe zu akzeptieren und eine Erklärung zu unterschreiben, in den kommenden fünf Jahren die öffentliche Ordnung nicht zu stören. Vor Gericht kündigte Kelly zugleich an, während der Haft keine Gefängnisuniform zu tragen und sich stattdessen entsprechend dem Blanket Protest in Decken zu hüllen. Während der Haft Kellys gründeten seine Anhänger die Partei Fianna Uladh (Soldaten von Ulster) als politischen Flügel von Saor Uladh. Die Partei ordnete an, dass Kelly den Blanket Protest abbrechen solle.
Kelly wurde im August 1954 vorzeitig aus der Haft entlassen; bei seiner Rückkehr nach Pomeroy bereiteten ihm Tausende von Menschen einen begeisterten Empfang. Begleitet von einer Dudelsackkapelle zogen 500 mit Knüppeln bewaffnete Männer durch den Ort. Als dabei die Flagge Irlands gezeigt wurde, schritt die nordirische Polizei RUC ein, da das Zeigen der Flagge in Nordirland durch ein kurz zuvor verabschiedetes Gesetz verboten worden war. Bei den folgenden, auch als Pomeroy riots bekannt gewordenen Ausschreitungen wurden über 40 Demonstranten und 12 Polizisten verletzt.
Während der Haft war Kelly 1954 für den Bereich Arbeiterschaft in den Seanad Éireann, das Oberhaus der Republik Irland gewählt worden. Die Wahl folgte einem Vorschlag von Clann na Poblachta, einer republikanischen Partei um Seán MacBride. Bei seiner einzigen Rede im Seanad erklärte Kelly im November 1954, dass seine Partei Fianna Uladh die Verfassung Irlands von 1937 anerkenne und dafür eintrete, die Gültigkeit der Verfassung auf die gesamte Insel auszudehnen. Zugleich lehnte er eine parlamentarische Vertretung, die wie in Nordirland einen Treueeid auf die britische Krone zur Bedingung habe, ab. Die Anerkennung der Verfassung von 1937 stellte in den 1950er Jahren den Hauptunterschied zwischen der Position Kellys und der von IRA und Sinn Féin vertretenen Politik dar. Kelly wurde bei der Neuwahl des Seanad 1957 nicht wiedergewählt.
Im November 1955 war Kelly an einem Angriff von Saor Uladh auf die RUC-Polizeistation in Rosslea, einem Ort nahe der inneririschen Grenze in der Grafschaft Fermanagh beteiligt. Bei dem gescheiterten Anschlag wurde ein RUC-Polizist verletzt; einer der 14 Angreifer starb an seinen Verletzungen nach der Flucht über die innerirische Grenze. Dieser und weitere Anschläge von Saor Uladh gelten als einer der Gründe für die Entscheidung der IRA, ab 1956 in der Border Campaign wieder Anschläge in Nordirland durchzuführen.
1957 wurde Kelly kurzzeitig von der Polizei der Republik Irland, Garda Síochána, festgenommen; zuvor war ein Saor Uladh-Mitglied an der inneririschen Grenze erschossen worden. 1959 emigrierte Kelly endgültig in die Vereinigten Staaten, nachdem er sich dort bereits vor Juli 1957 aufgehalten hatte. In den 1970er Jahren war er der dortige Vorsitzende der Republican Clubs, einer der Official IRA und der Workers’ Party nahestehenden Organisation.
Kelly war verheiratet, aus der Ehe gingen fünf Kinder hervor.